# Abbazia di San Mercuriale
L'abbazia di San Mercuriale è un'abbazia che si trova in piazza Aurelio Saffi, nel centro di Forlì. È l'edificio più noto della città e uno dei simboli dell'intera Emilia-Romagna e ha la dignità di basilica minore.

## Storia

### Dalle origini al primo sviluppo

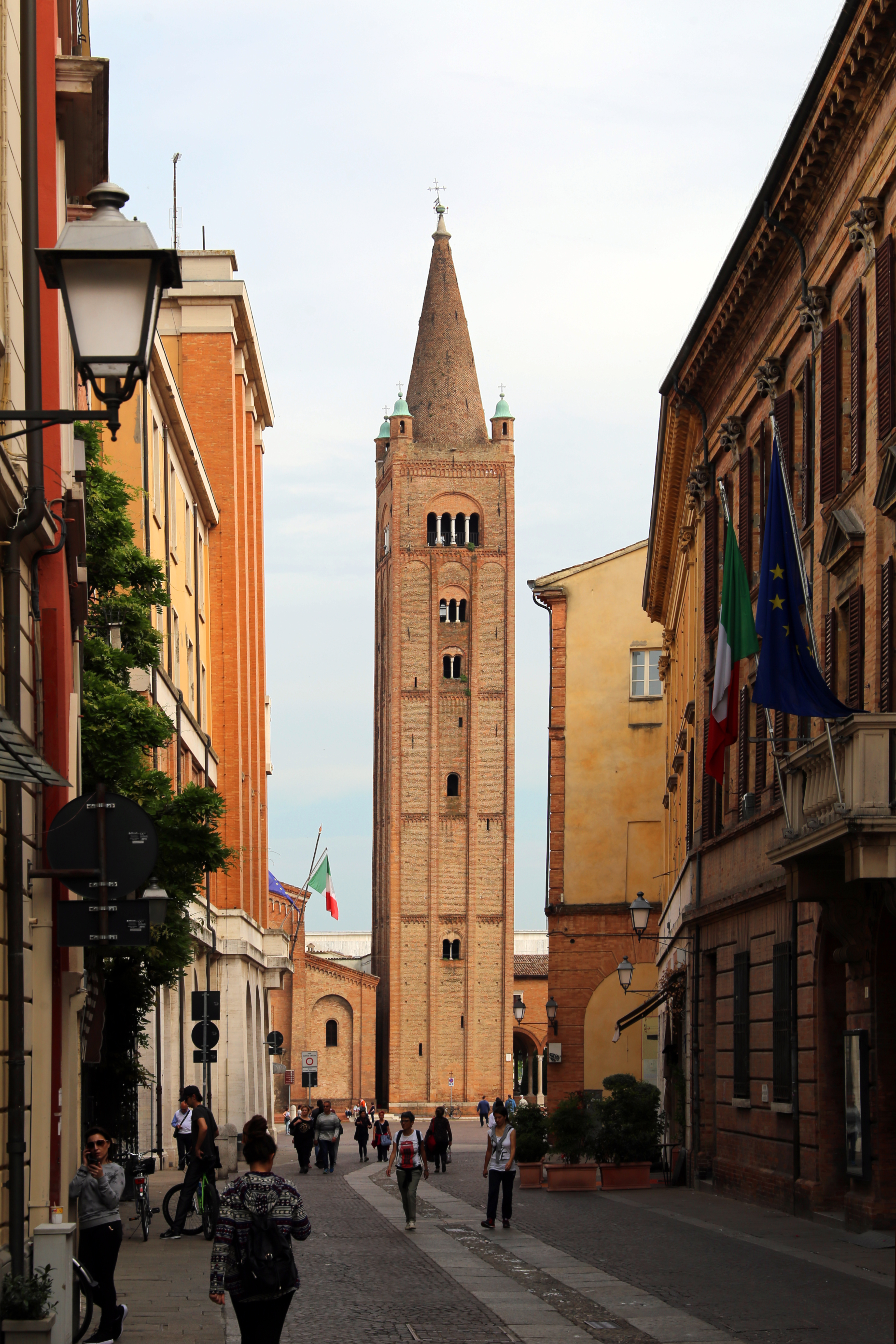
La torre campanaria

La descrizione della storia dell'abbazia risulta difficoltosa in particolar modo per quanto riguarda il periodo della fondazione e dell'epoca altomedievale, a causa delle notizie scarse o confuse che caratterizzano questi secoli.
In origine la chiesa si trovava al di fuori del nucleo urbano, separata dalla città dal letto del fiume Rabbi (o da uno dei suoi affluenti o da un canale proveniente da esso e che attualmente passa sotto il porticato del palazzo comunale).
Fin dai primi secoli della cristianità, la comunità locale era solita ritrovarsi in questa zona, tanto che si hanno notizie della presenza di un cimitero ed in seguito di un luogo di culto, verosimilmente risalente all'episcopato di san Mercuriale, che guidò la comunità cristiana forlivese attorno al V secolo.
Il santo, secondo l'usanza del cristianesimo dei primi secoli, si fece seppellire in un sepolcreto posto ad est della città e si può ipotizzare che anche i successivi vescovi ne abbiano seguito l'esempio, anche in considerazione del divieto, in vigore fino al V secolo, di inumare i corpi entro le mura cittadine. Proprio per l'usanza di seppellire i vescovi nelle cattedrali, alcuni studiosi ritengono possibile che la prima cattedrale di Forlì sorgesse nel luogo dell'attuale abbazia e che fosse di seguito trasferita nel centro cittadino nella chiesa di santa Croce. Considerando però che per raggiungere l'abbazia fosse necessario oltrepassare la cinta muraria e il corso del fiume Rabbi, molti studiosi sostengono che la cattedra del vescovo avesse sempre avuto sede nell'attuale Santa Croce, nel centro cittadino, mentre l'attuale abbazia, non fosse altro che un centro plebano fuori città.
Secondo una tradizione tramandata dal cronista quattrocentesco Leone Cobelli, sul luogo dell'attuale abbazia sorgeva una chiesa dedicata a santo Stefano, primo martire della cristianità.

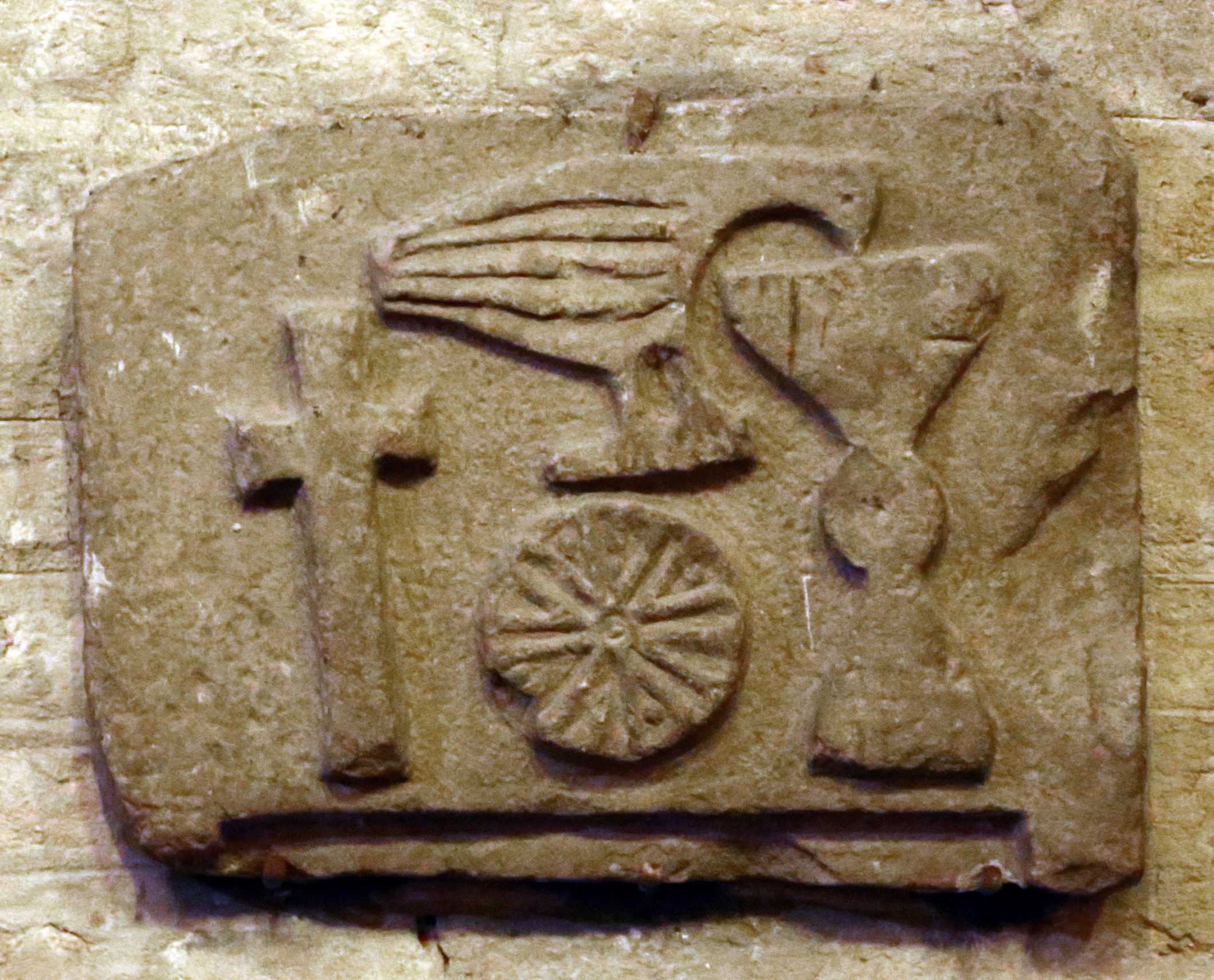
Bassorilievo di epoca bizantina rappresentante l'Eucaristia (il pellicano) che nel calice beve il sangue di Cristo. Croce latina e ruota, simbolo dell'eternità

È possibile ipotizzare che, a seguito del lungo periodo di incertezze causata dalle invasioni del V e del VI secolo, una comunità di credenti cominciò a vivere in una zona esterna alla cinta difensiva della città nei pressi della tomba del primo vescovo, Mercuriale venendo in seguito a traslare le reliquie del protovescovo e dei santi Marcello e Grato in un nuovo edificio religioso. A questo periodo si può far risalire l'intitolazione della chiesa non più a Santo Stefano ma a Mercuriale ed in particolare la festa dedicata al patrono, il 30 aprile, potrebbe risalire al giorno della traslazione delle reliquie.
La più antica testimonianza della chiesa e del monastero di San Mercuriale risalgono ad un atto nell'archivio storico dei vallombrosani, datato 8 aprile 894, con il quale, Domenico Ublatella, arcivescovo di Ravenna, fece una donazione di alcuni fondi a Leone, allora abate di San Mercuriale. L'atto dice che l'abbazia sorge non longe a civitate Liviensi.
Altri dettagli relativi a questo periodo possono essere trovate nel Libro Biscia, un codice che contiene i dati della città dal X fino al XII secolo, nel quale vengono riportate decine di atti notarili, donazioni, privilegi e transazioni in cui i monaci sono talvolta concessionari e talvolta concedenti come per esempio un altro atto del 14 maggio 962 nel quale si stabiliscono alcune permute di terreni tra l'abate ed il vescovo di Forlì.
Gli scavi archeologici condotti nel 1951 hanno permesso di ritrovare le fondamenta della prima chiesa, che aveva il medesimo orientamento di quella attuale, rinvenendo l'antica cripta sopra la quale fu riedificata la cripta romanica.

### Basso medioevo
Nel 1173, a seguito di scontri tra guelfi e ghibellini, un incendio distrusse numerose costruzioni danneggiando, oltre che la città, anche l'edificio di culto. Sull'area della chiesa distrutta venne avviata la riedificazione di una nuova abbazia, in stile romanico e di dimensioni maggiori rispetto alla precedente e più elevata, in modo da porre rimedio agli straripamenti causati dal fiume Rabbi.
I lavori di riedificazione dovettero finire attorno al 1181 perché, come ricorda un documento di quell'anno, il vescovo Alessandro poté predicare all'interno della nuova abbazia.

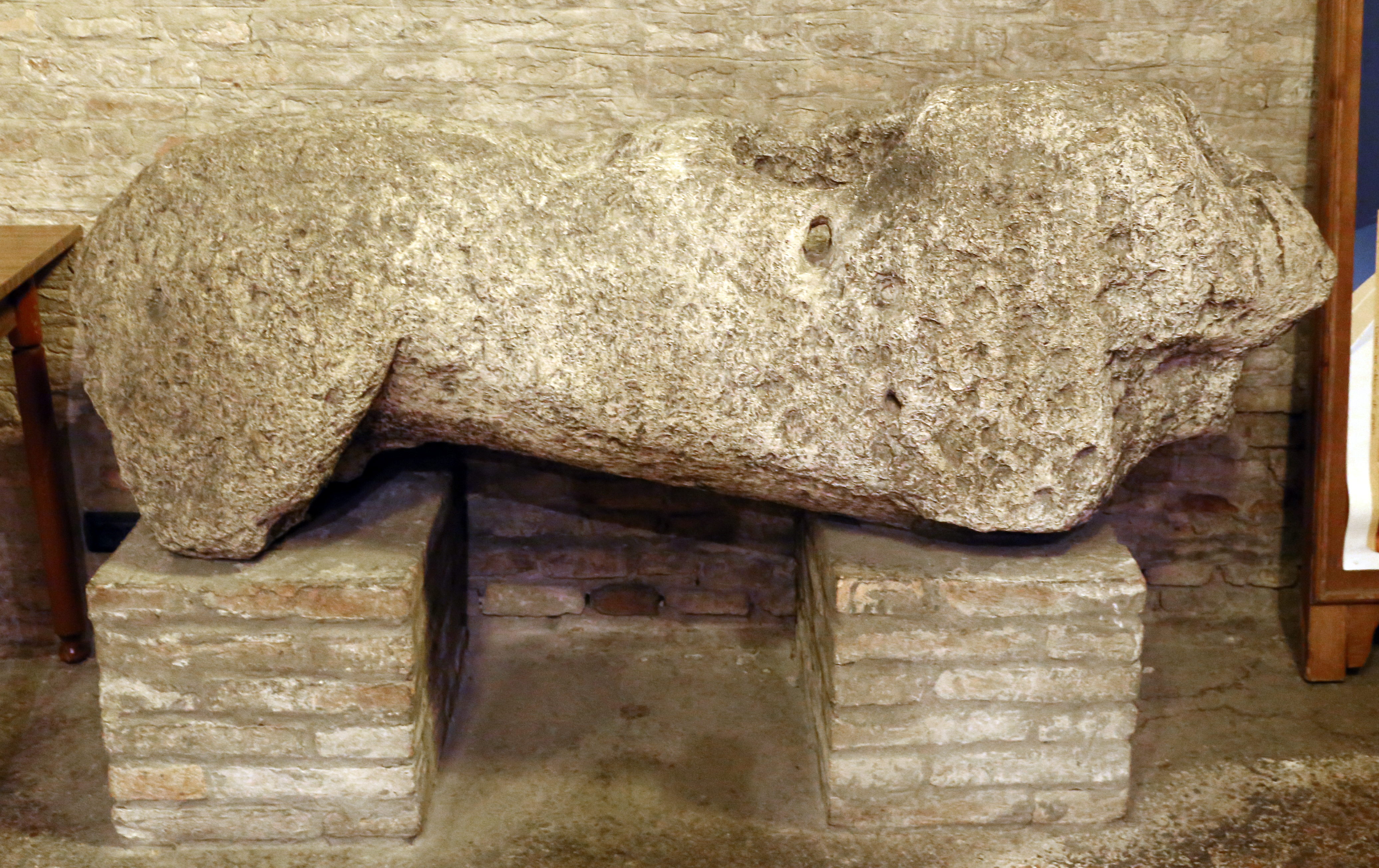
Il leone romanico

L'edificio era tre navate e tre absidi, con un altare centrale che poggiava su una voluminosa cripta, un protiro che precedeva il portale, e il possente campanile che ancora oggi svetta. Compare anche l'intitolazione a San Mercuriale, della quale comunque si hanno le prime notizie già nel IX secolo. Del protiro, presente in quasi tutte le chiese romaniche di stile lombardo, rimangono poche tracce nella struttura dell'abbazia. Alcune di queste sono due mensole in marmo, a forma di goccia, ai lati del portale. All'interno della chiesa è ospitato il resto di un leone, consunto e deformato dal tempo e dalle intemperie, che è sempre stato considerato lo stiloforo del protiro. In realtà, è stato recentemente dimostrato che la scultura è ciò che resta del monumento della crocetta, che sorgeva sul Campo dell'Abate nel XIII secolo.

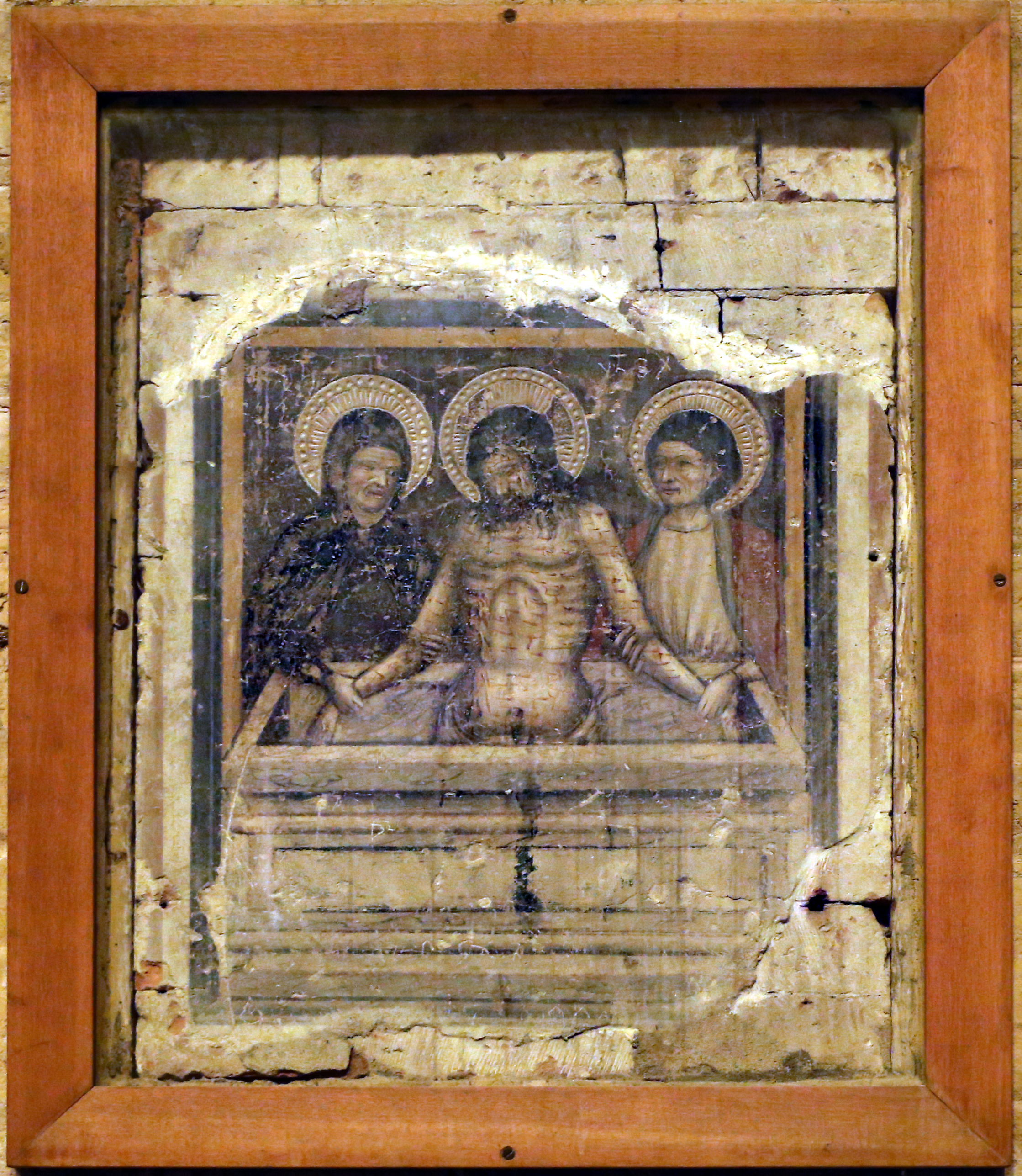
Frammento di affresco di Guglielmo degli Organi, nella navata sinistra

La nuova costruzione testimoniava la ricchezza raggiunta dall'abbazia forlivese, in grado di finanziare un così monumentale edificio, decorato da maestranze famose, come quelle che scolpirono la lunetta. Tra il X ed il XII secolo infatti il monastero aveva ricevuto continue donazioni e privilegi che ne avevano aumentato il potere e lo avevano reso indipendente dall'autorità episcopale e dalle potenti chiese del ravennate. In particolare le donazioni del vescovo Alessandro (vescovo di Forlì per trent'anni dal 1160 al 1190) avevano favorito l'abbazia che a quel punto era diventata proprietaria di fondi e terreni posti ad est della città fino al confine con la diocesi di Forlimpopoli  e la sua influenza si spingeva fino alla pieve di San Martino in Barisano. Alessandro, peraltro, è noto per aver chiamato i monaci vallombrosani a governare l'Abbazia. Difficile spiegare per quale motivo il vescovo abbia concesso all'abbazia tali privilegi che andavano a discapito del proprio potere, ma è possibile pensare che vi fosse una profonda stima ad unire il vescovo con i benedettini vallombrosani. Proprio tali ricchezza, prestigio e autonomia diventarono ben presto causa di dissidi e frizioni fra l'abate e i vescovi successori di Alessandro, probabilmente acuiti anche dal fatto che i due poteri religiosi (quello monastico e quello episcopale) si contendevano il potere sulla città così come sulle reliquie dei vescovi.
Il complesso abbaziale non era costituito solo dalla chiesa, ma anche dal monastero con l'annesso chiostro, dal cimitero e da un ospedale per l'accoglienza dei pellegrini, i quali dovevano essere numerosi considerata la posizione privilegiata di passaggio della città lungo la via Emilia, in direzione di Roma o dei porti meridionali verso la Terra Santa. A dimostrazione di ciò, è ancora conservato un capitello del XII o XIII secolo che, collocato un tempo nella cripta, rappresenta San Mercuriale benedicente mentre, sul lato opposto, un monaco accoglie un pellegrino.
L'aumento demografico della città attorno al XII secolo, così come l'aumento della propria importanza politica come centro del ghibellinismo romagnolo, portarono all'ampliamento della cinta muraria, con l'inglobamento della chiesa nel centro cittadino almeno dal 1161 e lo spostamento del campo dell'abate all'interno del nucleo urbano verso il quale furono gradualmente spostate le attività commerciali. Nel 1212 il Comune richiese all'abbazia la concessione del terreno per l'istituzione della futura piazza. La chiesa veniva perciò ad assumere un notevole potere all'interno della città. Essa venne perciò ingrandita ulteriormente e nel XIV secolo vennero costruite due nuove cappelle laterali che, collegate da un portico in stile gotico, modificarono l'aspetto originario delle architetture romaniche.
La chiesa rimase fuori dalle mura fino al XIII secolo, quando fu inglobata all'interno del tessuto urbano. Nei secoli, il "Campo dell'Abate" si trasformò nella "Piazza Maggiore" e l'abbazia divenne parte dell'attuale centro storico. Nel XIV secolo il protiro viene sostituito dal portale gotico tuttora esistente e vengono realizzate le due cappelle laterali di facciata, estroflesse rispetto alla struttura e demolite nel 1646 (rimangono oggi i due archi con la monofora centrale). Anche l'abside viene poi rifatta nel 1585.

### Il periodo rinascimentale

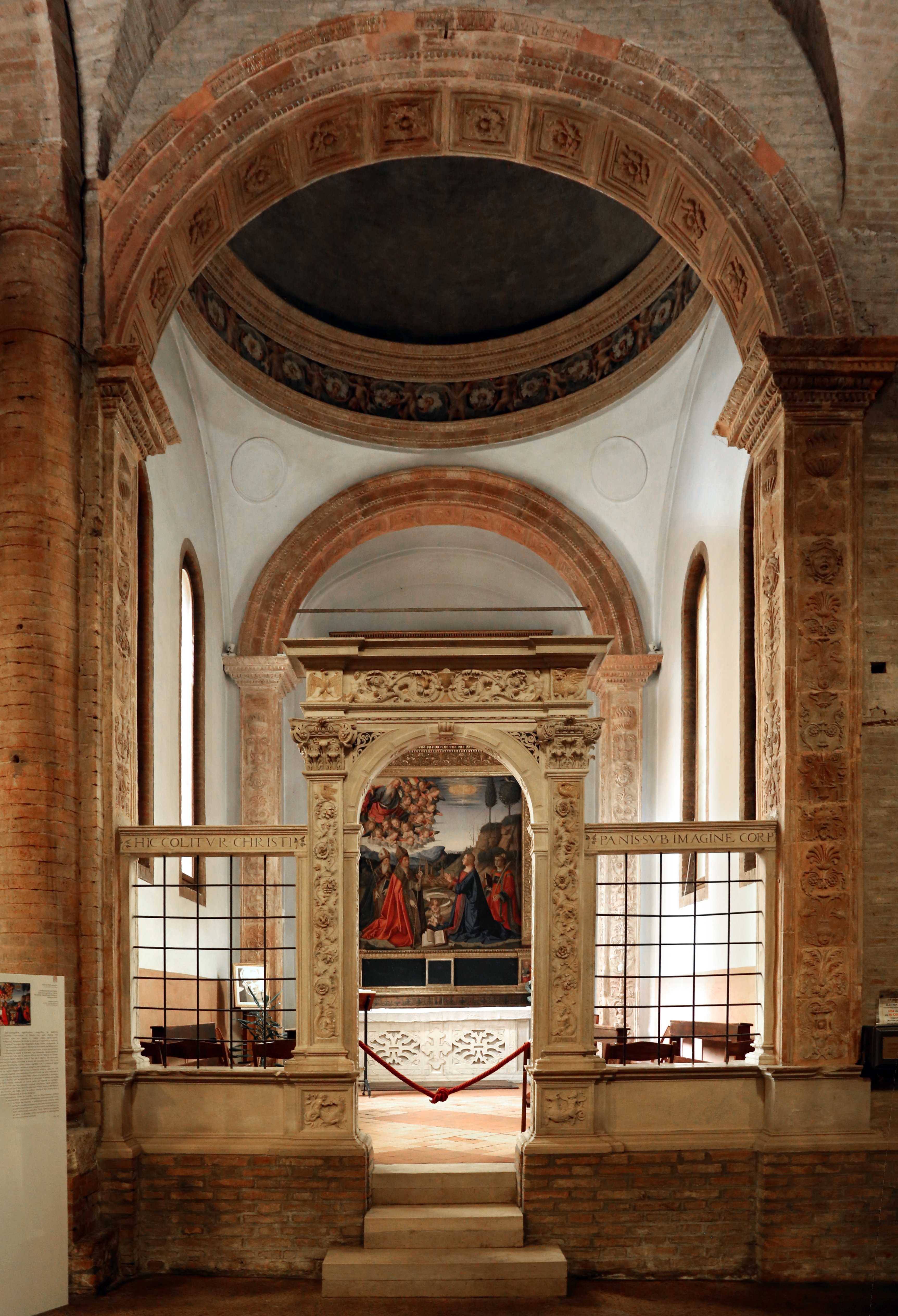
La cappella Ferri

Nel XV secolo viene annesso alla chiesa il chiostro dei vallombrosani, di forma rettangolare e decorato con slanciate ed eleganti colonne. Alla chiesa, per fornire maggiore stabilità alla copertura delle navate laterali, venne avviata la costruzione di un nuovo soffitto con volte a crociera, in sostituzione di quello medioevale a capriate con travi a vista. Nello stesso periodo la chiesa andò arricchendosi di numerose cappelle laterali edificate dalle famiglie nobili di Forlì o da confraternite locali. Tra queste la Cappella del Santissimo sacramento e la Cappella Ferri.
Nella chiesa, fino al XVI secolo, erano presenti due altari maggiori: uno superiore, sul presbiterio, officiato dai monaci, ed uno inferiore, nella cripta, officiato dal clero regolare.
Nel 1505 la volta del presbiterio rovinò distruggendo la sottostante cripta e seppellendo le reliquie del santo che vennero ritrovate solo nel 1575 e collocate nella cappella della famiglia Mercuriali, al termine della navata destra. Nel 1506 perciò si approntarono i cantieri per la ricostruzione dell'intera area absidale e si decise di non riedificare più la cripta. Ciò è spiegabile con il fatto che oramai da tempo il protettore e patrono della città era considerato San Valeriano, le cui reliquie erano conservate nella cattedrale, e che le relazioni tra abate e vescovo si erano stabilizzate per cui la riedificazione della cripta avrebbe potuto riacuire frizioni passate.
Ma il nuovo impianto dell'altare non soddisfece le esigenze dell'abbazia e nel 1568 si decise di allungare il corpo della chiesa realizzando un presbiterio di forma rettangolare, illuminato da 5 finestre. La navata centrale venne allungata di circa un terzo, sacrificando in via definitiva i resti della cripta. L'incarico della nuova fabbrica, inizialmente affidato a Jacopo da Faenza, passò nel 1575 a Bastiano di Riccio e a Tommaso da Forlì, mentre il lombardo Zampiero Morelli completò la volta nel 1586. Il presbiterio venne poi arredato con un coro ligneo di Alessandro Begni, realizzato tra il 1532 ed il 1535. Al pittore Baldassarre Carrari fu commissionata la pala d'altare con l'Incoronazione della Vergine e i santi Benedetto, Mercuriale, Giovanni Gualberto e Bernardo Uberti (1509-1512).
Nel 1581 nell'abbazia fu traslata la reliquia di un dito di san Giovanni Gualberto proveniente dalla chiesa cittadina di Santa Maria del voto, chiamata dal volgo dei Romitii. Negli ultimi decenni del XVI secolo il chiostro del monastero fu ricostruito in forme rinascimentali e in ricordo dell'evento fu decorato ad affresco con le Storie della vita del santo in trenta lunette, alla cui realizzazione collaborarono Livio Modigliani e Andra Baini.
Nel 1585 la navata centrale ebbe una nuova copertura a volta, decorata con tre tele ad olio del pittore Livio Modigliani una delle quali andata perduta a seguito dei bombardamenti del 1944.
A fine del XVI secolo venne addossato al campanile un portico a loggia per poter avere nuovi spazi di accesso alla biblioteca creata all'interno dell'abbazia grazie ad un lascito di Girolamo Mercuriale.

### Dal Seicento all'avvento di Napoleone

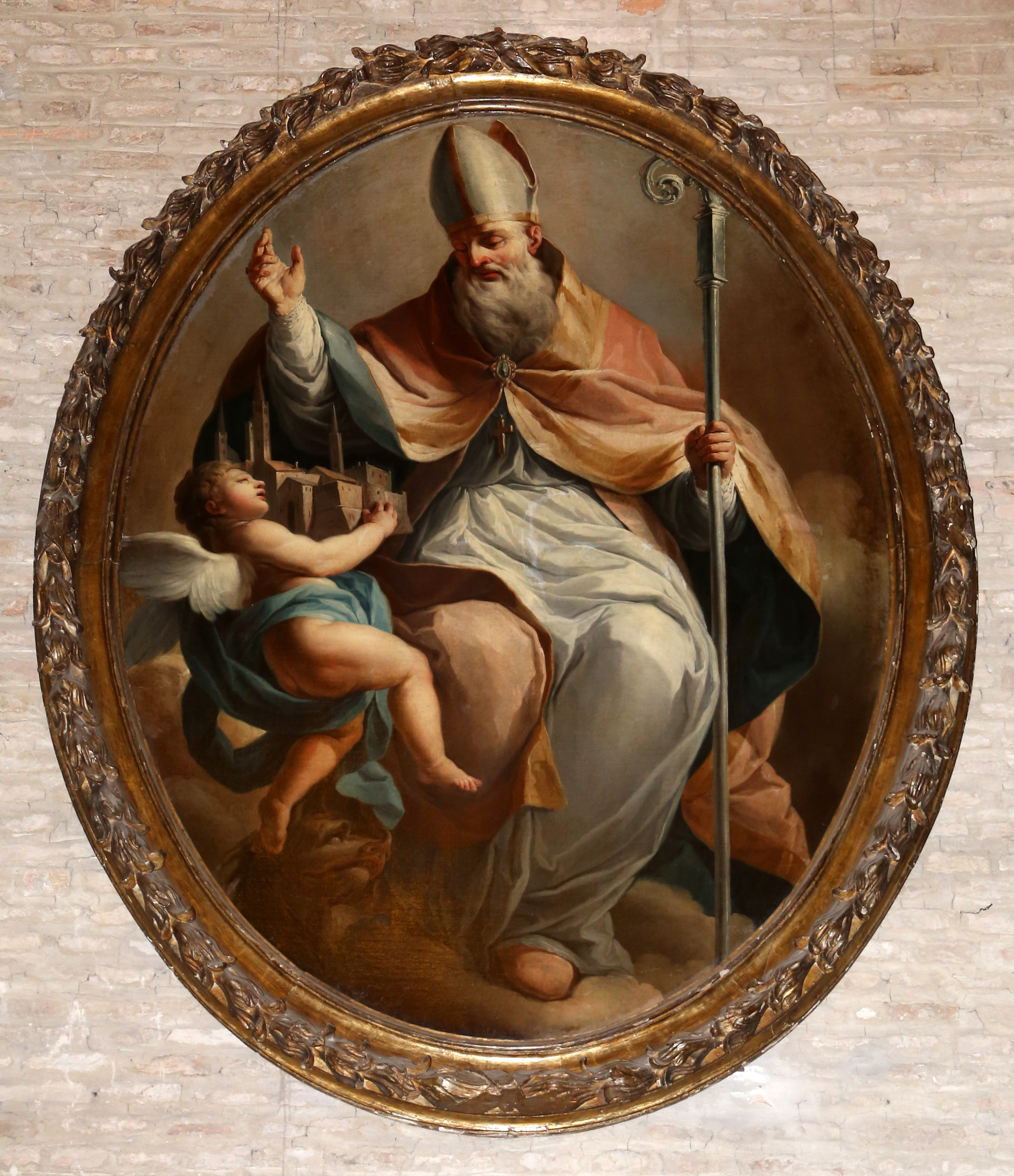
Giacomo Zampa, San Mercuriale riceve e benedice la città di Forlì da un angelo, XVIII secolo

Nel 1646 l'abate allora in carica Garei diede avvio a profondi lavori di rifacimento della basilica, che interessarono sia la facciata che il corpo della chiesa con l'intento di creare un ambiente interno ben illuminato, in linea con le nuove regole dell'architettura religiosa che si andavano imponendo. Venne rimaneggiata la facciata, con l'atterramento delle due cappelle sporgenti ai lati del portale intitolate a san Ludovico (a sinistra) e a san Rocco (a destra) e unite da una loggia. Al loro posto furono aperte due porte d'ingresso, mentre la facciata veniva ridisegnata su linee baroccheggianti, coprendo l'originario stile romanico, ed allargata alle estremità fino a saldarla con la base del campanile. Oltre alla demolizione delle cappelle laterali, anche il portico trecentesco di collegamento venne demolito per permettere l'apertura delle due entrate sulle navate laterali. Ad ornamento della facciata, secondo il gusto baroccheggiante dell'epoca, vennero alzate delle guglie, pinnacoli e spirali e volute nelle zone corrispondenti alle navate laterali.
L'ingresso della basilica venne valorizzato con l'edificazione di un largo sagrato ottagonale, elevato di tre gradini rispetto al livello della piazza. Nella facciata, al di sopra del portale, la bifora fu abbattuta e fu aperto un grande lunettone.
Una serie di scosse sismiche che si succedettero dal 1653 in avanti, lesionarono in maniera rilevante diverse porzioni dell'edificio, rendendo necessari alcuni interventi di restauro.
Nel 1781 vengono approntati lavori di rifacimento della facciata con altre aggiunte decorative. Nel 1786 l'allora abate Bruno Gnocchi dispose che l'interno fosse rimodernato in stile neoclassico e che sulla facciata fossero aperte due nuove finestre e che fosse ridisegnato il lunettone. L'interno fu intonacato e i capitelli romanici in mattone e cotto furono rivestiti in gesso diventando dei più semplici capitelli di ordine tuscanico.
Nel 1794 i monaci eliminarono la scalinata costruita nel 1646 e protessero il sagrato con fittoni e catene. La storia dell'edificio in qualità di abbazia stava volgendo al termine, infatti nel 1796 le truppe francesi, guidate da Napoleone scesero in Italia e cominciarono a sciogliere gli ordini ecclesiastici e a requisire i beni della chiesa. I monaci dell'abbazia di san Mercuriale non ebbero sorte diversa: furono cacciati e non fecero mai più ritorno. Da allora all'antica chiesa rimase solo il titolo di parrocchia. Nel 1958 papa Giovanni XXIII la elevò alla dignità di basilica minore.

### Il Novecento

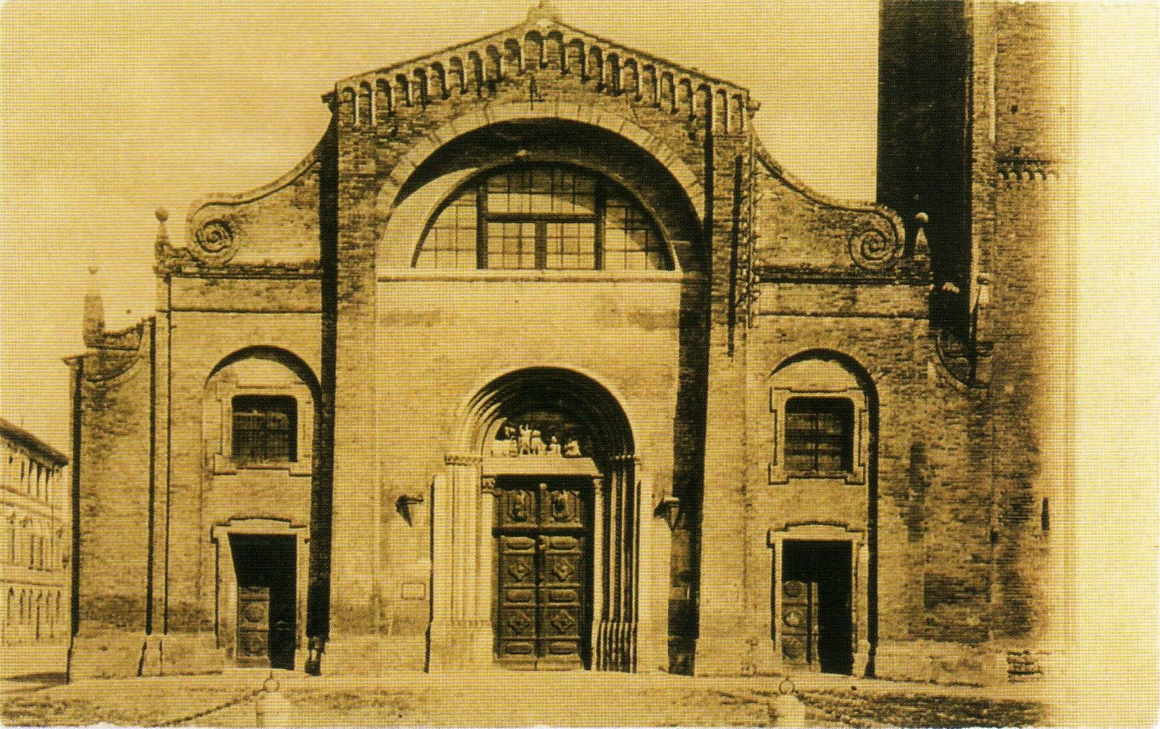
Fotografia di inizio Novecento che mostra come appariva l'abbazia (prima dei lavori di restauro del 1921) dopo secoli di continui rimaneggiamenti

Nel 1902 furono avanzati i primi progetti per il ripristino della facciata. Tali lavori, avviati non senza polemiche generali, si rendevano necessari, oltre che per il gusto neomedievale di ripristinare l'"aspetto originario" dei vetusti edifici, anche per scongiurare pericoli di crollo dell'abbazia. Solo nel 1904 gli ingegneri Cesari e Pantoli compilarono il progetto esecutivo, che prevedeva per la facciata un rosone o una trifora al posto del lunettone, la sostituzione delle volute e la modifica dei portali e delle finestre laterali. Le relazioni degli architetti segnalavano infatti anche il grave stato di degrado della chiesa e la necessità di imminenti lavori di consolidamento nonché di eliminazione degli appesantimenti barocchi per restituire un aspetto neoromanico alla chiesa.
Nel 1915 l'archeologo Gerola studiò il ripristino stilistico dell'abbazia riproponendo modelli che si basavano sul gusto del romanico lombardo. La facciata doveva presentare un protiro davanti al portale e al posto del lunettone una grossa trifora. I primi interventi iniziarono verso il 1916 ma solo nel 1921, in occasione del sesto centenario della morte di Dante Alighieri, si apprestarono frettolosi lavori di restauro che portarono alla demolizione delle prime due cappelle della navata destra. In quell'occasione venne rinvenuta, sulla parete del campanile, un frammento di affresco del Cinquecento, oggi quasi totalmente dilavato dalle intemperie. Si intervenne anche sulle linee della facciata, chiudendo le porte laterali e sostituendo il lunettone tardo barocco con un rosone centrale in stile romanico che fu preferito all'idea di una trifora o di una polifora. Fu nuovamente ripristinata la gradinata del sagrato e venne atterrata la prima cappella di sinistra, sostituita con un ingresso laterale. Sempre a livello della facciata, venne posta una cornice a dentelli a coronamento delle navate minori. Per facilitare l'accesso alla basilica si creò un ingresso sul lato nord, eliminando una cappella di devozione posta all'estremità della navata sinistra. Il fianco destro della chiesa furono attrerrate due cappelle per poter liberare il campanile.
Il chiostro, che oggi al centro conserva ancora un bel pozzo del Seicento, è oggi aperto su due lati per opera di un intervento condotto tra il 1939 ed 1941 ad opera di Gustavo Giovannoni il quale intendeva mettere in comunicazione le due piazze, una antistante (Piazza Saffi) e l'altra retrostante (piazza del Tribunale) la chiesa, che era già stata restaurata agli inizi del XX secolo dall'ingegnere Vincenzo Pantoli.

L'Abbazia di San Mercuriale gravemente danneggiata da una incursione aerea del 24 agosto 1944. Il bombardamento danneggiò così gravemente le strutture portanti della chiesa, che fu presa la decisione di demolire le settecentesche volte della navata centrale

Il 24 agosto 1944, causa un bombardamento alleato, la chiesa rimase gravemente lesionata: la gravità dei danni fu così imponente che indusse il Genio civile ad ordinare la demolizione delle volte della navata centrale, realizzate tra Cinque e Settecento. Riapparvero le travi lignee del tetto e le aperture laterali risalenti al XIII secolo.
Dopo i bombardamenti si rendeva perciò necessario un intervento definitivo che risolvesse i problemi di staticità della chiesa per ripristinarne la stabilità e favorirne il consolidamento. I primi sondaggi, sotto la guida del professor Selli, ebbero luogo nel 1951 e proseguirono fino al 1956 e condussero alla scoperta della primigenea Pieve protocristiana di Santo Stefano e della successiva basilica che andò distrutta nell'incendio del 1173. Si decise una radicale opera di consolidamento che privilegiasse le forme trecentesche, riconosciute come parti originali della chiesa, a discapito delle strutture edificate successivamente, come l'impianto neoclassico settecentesco, liberando mura, capitelli e colonne. Ciò portò a sacrificare molte strutture dell'abbazia, come sette cappelle delle navate laterali risalenti al XV secolo. Venne ripristinata la pavimentazione originaria in cotto e mosaico veneziano e furono riportati alla luce le basi dei pilastri. Frammenti di capitelli furono conservati e servirono come base per la costruzione di altri nello stesso stile. L'abside, edificata nel Cinquecento, fu invece salvata a discapito della cripta che non venne ricostruita. Di questa furono solo ripristinati i sei archi che sorreggevano la volta. Venne inserito, all'altezza della terza campata, un doppio ordine di archi in mattoni a vista. Posizionati su due ordini sovrapposti, intendevano rievocare le strutture del presbiterio romanico che, sostituito dall'attuale nel XVI secolo, aveva la cripta a vista.
Durante i lavori di ristrutturazione furono rinvenute le fondamenta e i resti dell'antica chiesa precedente all'incendio del 1173 a cui seguirono lavori e studi archeologici.

### Abati di San Mercuriale
- Leo, o Leone, documentato nel 1092 (11 giugno)
- Michele, documentato nel 1832 (luglio)
- Giovanni, documentato nel 1114 (4 ottobre)
- Michele, documentato nel 1116
- Rainerio, documentato nel 1118-1123
- Benedetto, documentato nel 1342
- Gervasio, circa nel 1160
- Enrico, documentato nel 1170-1172
- Martino, documentato nel 1173 (da febbraio ad aprile)
- Guarnerio, documentato nel 1173(?) (agosto)
- Priore Guido, documentato tra la fine di novembre del 1173 e il 1174
- Arardo, documentato nel 1174
- Pietro I, documentato nel 1176[5]
- Domenico, documentato nel 1217
- Bono, documentato nel 1185
- Ambrogio, documentato nel 1186
- Enrico, documentato nel 1187
- Guarnerio, documentato intorno all'anno 1200
- Giacomo, documentato nei primi anni del XIII secolo[6]
- Pietro, documentato negli anni Dieci del Duecento[7]; in particolare, nel 1212 Pietro cede al Comune di Forlì, rappresentato dal podestà conte Malvicino, il Campo dell'Abate, oggi Piazza Aurelio Saffi[8]
- Gregorio, anni Trenta del Duecento[9]
- Giacomo, o Iacopo, documentato negli anni Cinquanta-Sessanta del Duecento
- Bartolo Ceci, documentato nel 1313
- Agostino, documentato nel 1337
- Taddeo, documentato nella seconda metà del Trecento
- Lorenzo Fiorini, documentato nel 1438
- Giambattista Ponti da Tagliacozzo, documentato nel 1472
- Mercuriale Prati (1703-1707)
- Fulgenzio Nardi (secolo XVIII)
- Bruno Gnocchi, documentato nel 1786
- Pietro Giovannini, documentato nel 1799-1800[10]
- Bruno Bazzoli, dal 1952 al 1994
- Quinto Fabbri dal 1994 al 2003
- Franco Zaghini
- Enrico Casadio

## Descrizione

### Esterno
La chiesa, in mattoni nel tipico color rosso forlivese, si presenta con la caratteristica facciata romanica "a salienti", suddivisa in tre parti corrispondenti alle tre navate interne, con la centrale più ampia rispetto alle laterali. La navata centrale è rafforzata da due contrafforti delimitanti la rientranza ad arco che ospita il rosone, la lunetta e il portale marmoreo. I fronti delle navate laterali sono entrambi occupati da un arco, resto delle antiche cappelle sporgenti. La facciata e il campanile presentano una decorazione in mattoni: archetti sorretti da colonnine sul prospetto, risalti verticali e cornicioni orizzontali sul campanile.

#### Il chiostro

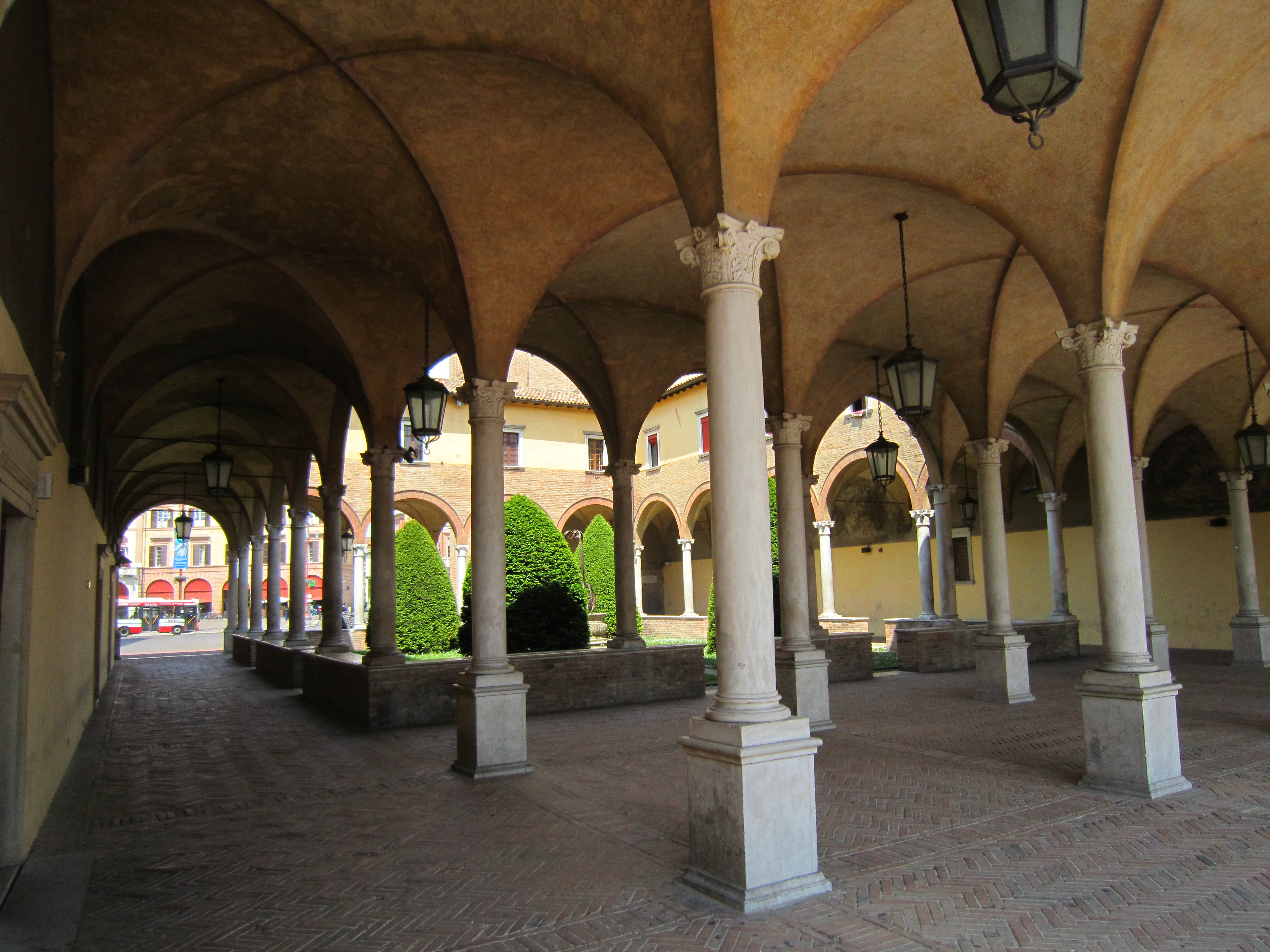
Il chiostro

Per incarico diretto di Mussolini, che finanziò anche l'opera, l'ingegnere Giovannoni assunse la direzione della ristrutturazione del complesso di San Mercuriale, coadiuvato dalla soprintendenza ai monumenti della Romagna. Il chiostro, dopo secoli di abbandono, si trovava in uno stato di degrado elevato e i continui rimaneggiamenti avvenuti nel tempo ne avevano snaturato le linee originali tanto che numerosi periti e tecnici ne avevano proposto la demolizione. La demolizione avrebbe consentito l'isolamento del campanile e della chiesa e permesso un collegamento diretto con la piazzetta retrostante presso la quale sarebbe sorta da lì a poco il nuovo palazzo di giustizia. Fu però l'ingegnere Gustavo Giovannoni a trovare la soluzione al problema: demolendo la canonica e aprendo un portico, si poteva salvare il quattrocentesco chiostro e nel contempo creare il collegamento con piazza Saffi e la piazzetta retrostante.
Il nuovo portico e la sovrastante canonica furono costruiti in laterizi e cemento armato e poggiavano sulle originarie colonne in marmo e muratura. L'esecuzione dei lavori subì un notevole ritardo dovuto allo scoppio della guerra, che non permetteva l'approvvigionamento dei materiali, e all'aumento dei prezzi.
Per il progetto del restauro Giovannoni non adottò, seguendo le indicazioni della sovrintendenza, soluzioni architettoniche definitive, riservandosi, in corso d'opera, di confermare le scelte che apparivano più opportune in base alle rilevazioni archeologiche. Il pozzo centrale, risalente al XVII secolo, dopo il restauro fu collocato nella posizione originaria.
Gli affreschi delle lunette, rappresentanti la vita di san Giovanni Gualberto, fondatore dell'Ordine dei Vallombrosani, furono staccati e trasportati su centine di legno e lastre di eternit per poter essere restaurati e alla fine furono ricollocati nella posizione originale.

#### Il portale

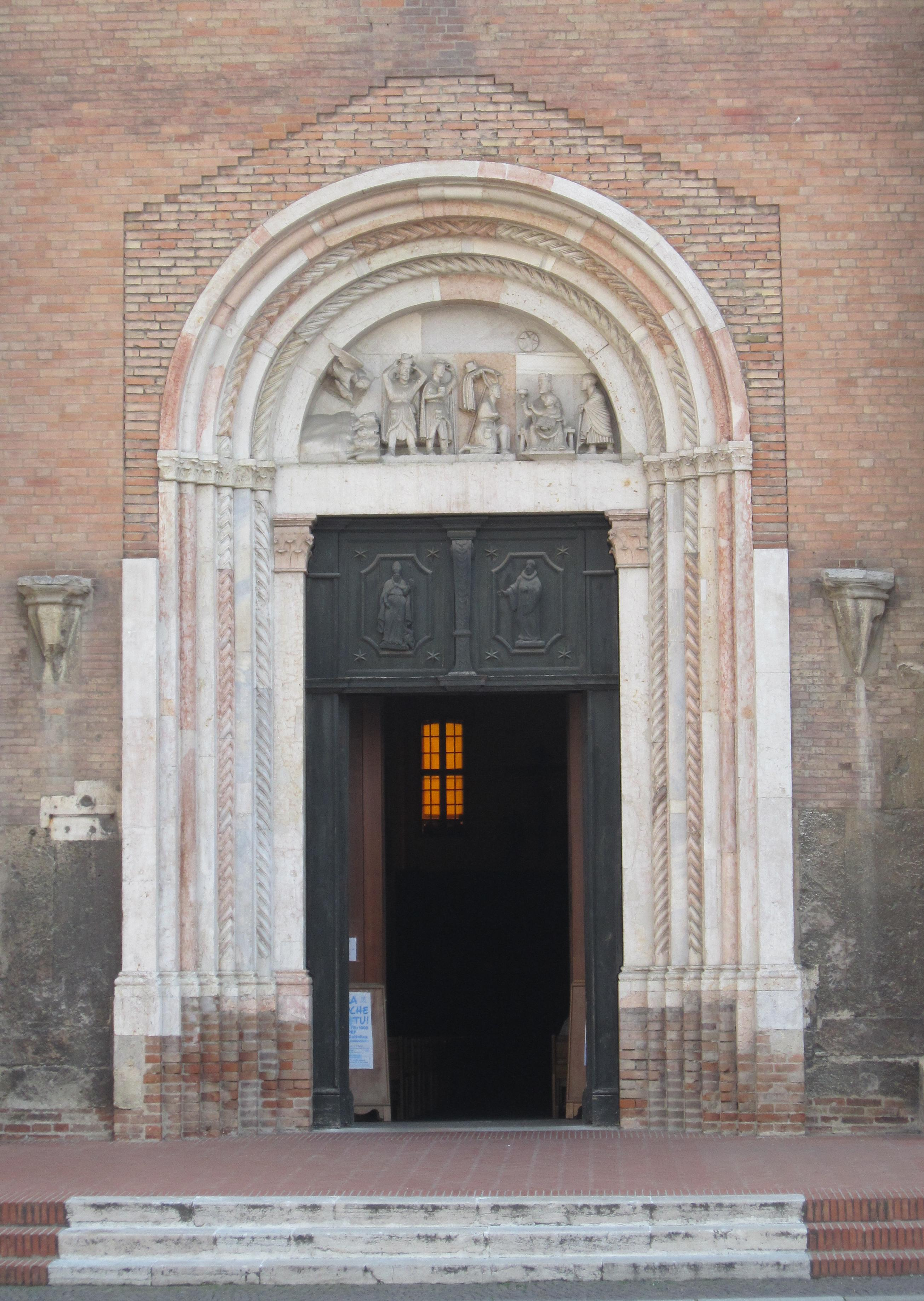
Il portale marmoreo

Il portale è costituito da sottili colonne di marmo chiaro, finemente scolpite, due delle quali, tortili, non giungono fino a terra ma sono completate, nelle medesime forme, da laterizio. Le colonne proseguono verso l'alto e circondano la lunetta, contenente il pregevole complesso scultoreo raffigurante il Sogno e adorazione dei Magi.
L'attribuzione, incerta fino a pochi decenni fa, ha infine chiamato in causa il Maestro dei Mesi di Ferrara, che probabilmente lo scolpì nei primi anni del Duecento.
I battenti del portale in legno, intagliato e dipinto. Sono entrambi suddivisi in più riquadri, nei quali sono applicate alcune formelle, una delle quali reca la data 1651 e che corrisponde, probabilmente, all'anno di realizzazione dell'opera. La parte superiore è fissa, suddivisa in due sezioni di forma rettangolare, ognuna contenente piccole cornici nelle quali si distinguono alcune immagini di santi in rilievo: quello di sinistra, quasi sicuramente, raffigura San Mercuriale, mentre l'altra immagine sembra rappresentare Santo Stefano.

### Campanile

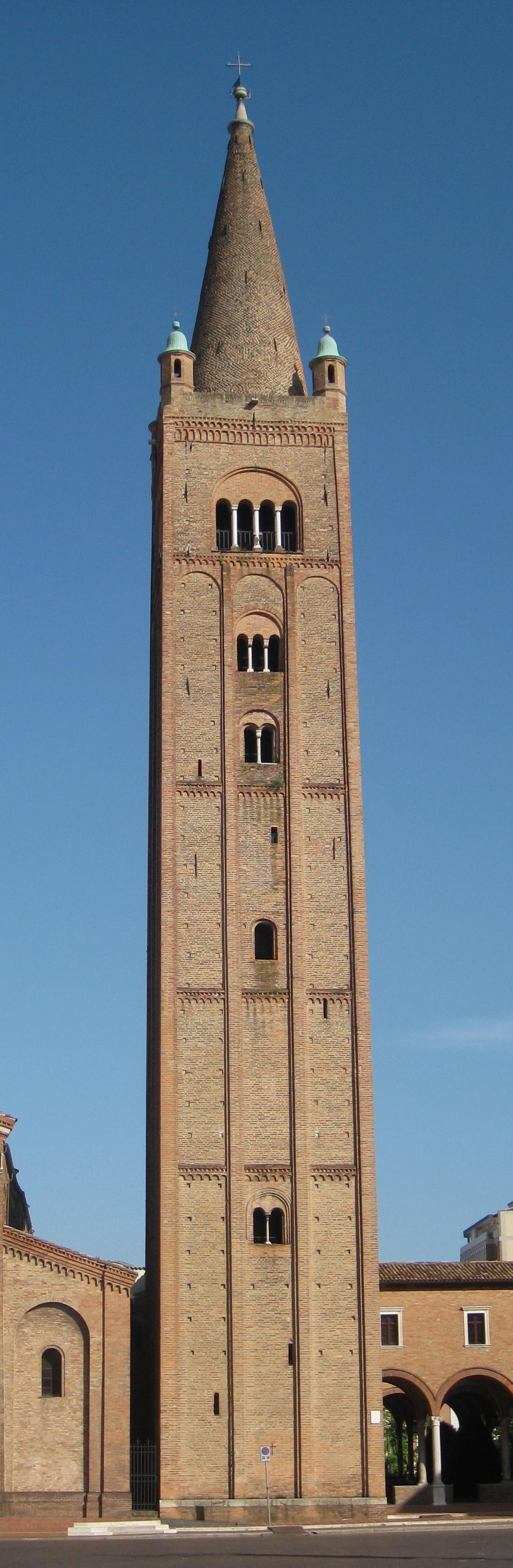
Campanile

Il campanile, in mattoni nel tipico color rosso forlivese, è posto sul lato destro della chiesa (per chi guarda), isolato rispetto alla struttura dell'edificio. La pianta è di forma quadrata e poggia su cosiddetto dado, una sorta di piedistallo in pietra sul quale si eleva l'intera struttura del campanile. Il dado, di 9,20 metri di lato, era un tempo più alto, nel senso che ne era visibile una porzione maggiore: con il passare dei secoli, però, le varie pavimentazioni della piazza che si sono succedute hanno contribuito a sotterrarlo parzialmente. La struttura vera e propria del campanile è impostata sul dado circa quattro centimetri all'interno del suo perimetro.
Il campanile, a prima vista, appare essere un parallelepipedo perfetto. In realtà questo tende a restringersi gradualmente verso la vetta, tanto che a circa 50 metri da terra la sezione ha un lato di 8,45 metri, ovvero 75 centimetri in meno rispetto alla base. Ciò non è detto che sia stato ottenuto tramite l'applicazione delle leggi prospettiche, vista l'epoca di costruzione del campanile, anteriore rispetto alla loro diffusione. È più probabile che il restringimento della sezione sia forse stato imposto da conoscenze empiriche sul tema, precedenti al loro reale studio da parte degli artisti rinascimentali, unite al bisogno strutturale di alleggerire la massa muraria con il procedere dell'altezza. In sommità svetta un'alta guglia in mattoni, ovvero di un cono cestile, con coronamento in pietra arricchita inoltre da globo, banderuola e croce, con altezza totale di 22,40 metri. Il cono cestile, a sua volta, è circondato da quattro torricini, posti ai vertici del quadrato di base, tema alquanto ricorrente nei campanili della Romagna. Tali torricini non sono però coevi alla costruzione del campanile; probabilmente in origine avevano dimensioni e forma diverse, ma terremoti e fulmini li hanno danneggiati o distrutti. Si può pensare che la forma attuale dei torricini angolari risalga al grosso restauro del 1566, epoca alla quale sono anche stilisticamente compatibili (con qualche riserva, però, sulla loro copertura). In effetti, il Campanile di San Mercuriale, considerato, all'epoca della sua costruzione, una delle meraviglie del Regno d'Italia, fu modello per molte altre opere successive, in Romagna e altrove, fino al celebre Campanile di San Marco, in Venezia.
Durante la seconda guerra mondiale, il campanile fu minato dai tedeschi in ritirata, ma fu salvato dal coraggioso ed energico parroco dell'epoca, don Giuseppe Prati, affettuosamente chiamato dai forlivesi "Don Pippo".
La misurazione del campanile è sempre stata oggetto di discussione, per via del fatto che la pavimentazione (punto di riferimento per la misurazione), nelle diverse epoche storiche, ha subito continue modifiche e rimaneggiamenti. Attualmente, si è deciso di attribuire al dado un'altezza di un metro, cosicché l'altezza del campanile risulta precisata a 75,40 metri.
Interessante, riguardo al Campanile di San Mercuriale, è il fatto che, a causa delle storiche somiglianze: "Nel 1902 i genieri veneziani lo usarono come modello per la ricostruzione del campanile di San Marco, crollato in una nube di polvere il 17 luglio di quell'anno".
Nell'ampia cella campanaria, trovano posto 5 grosse campane (le 4 maggiori storiche, la più piccola invece è del 1984), collocate nel castello in ferro realizzato nel 1967, dopo la demolizione del vecchio castello in legno che -ancorato direttamente ai muri perimetrali anteriore e posteriore, vista la grande massa delle 4 campane maggiori (la piccola è appunto del 1984)- aveva causato grossi problemi alla statica della struttura. Per secoli su questo campanile si è suonato col tradizionale "sistema bolognese", ad opera di sapienti squadre di campanari che suonavano "a doppio" (portando la campana nella posizione "in piedi" attraverso la corda, stando a diretto contatto con la campana), anche "da trave" (cioè stando in piedi sulle travi del castello, collaborando allo sforzo dei campanari che suonavano usando la corda, in cella), e suonavano “a scampanio”. Ora, con il nuovo castello, è possibile suonare manualmente solo "a scampanio" (e "a distesa", ma questa avviene elettricamente) attraverso l'uso di cordini collocati in cella; tale suonata necessita di un solo campanaro in luogo di un'intera squadra. Egli infatti, collegando i cordini attaccati al muro con i battagli delle campane, può suonarne 4 stando seduto, tenendone 2 con le mani e 2 coi piedi, e suonando le stesse suonate "a doppio", ma a campane ferme, dovendo ovviamente ricordare a memoria tutte le sequenze dei rintocchi. La normale suonata “a distesa” invece avviene elettricamente e i motori sono montati sul castello stesso delle campane.

### Interno

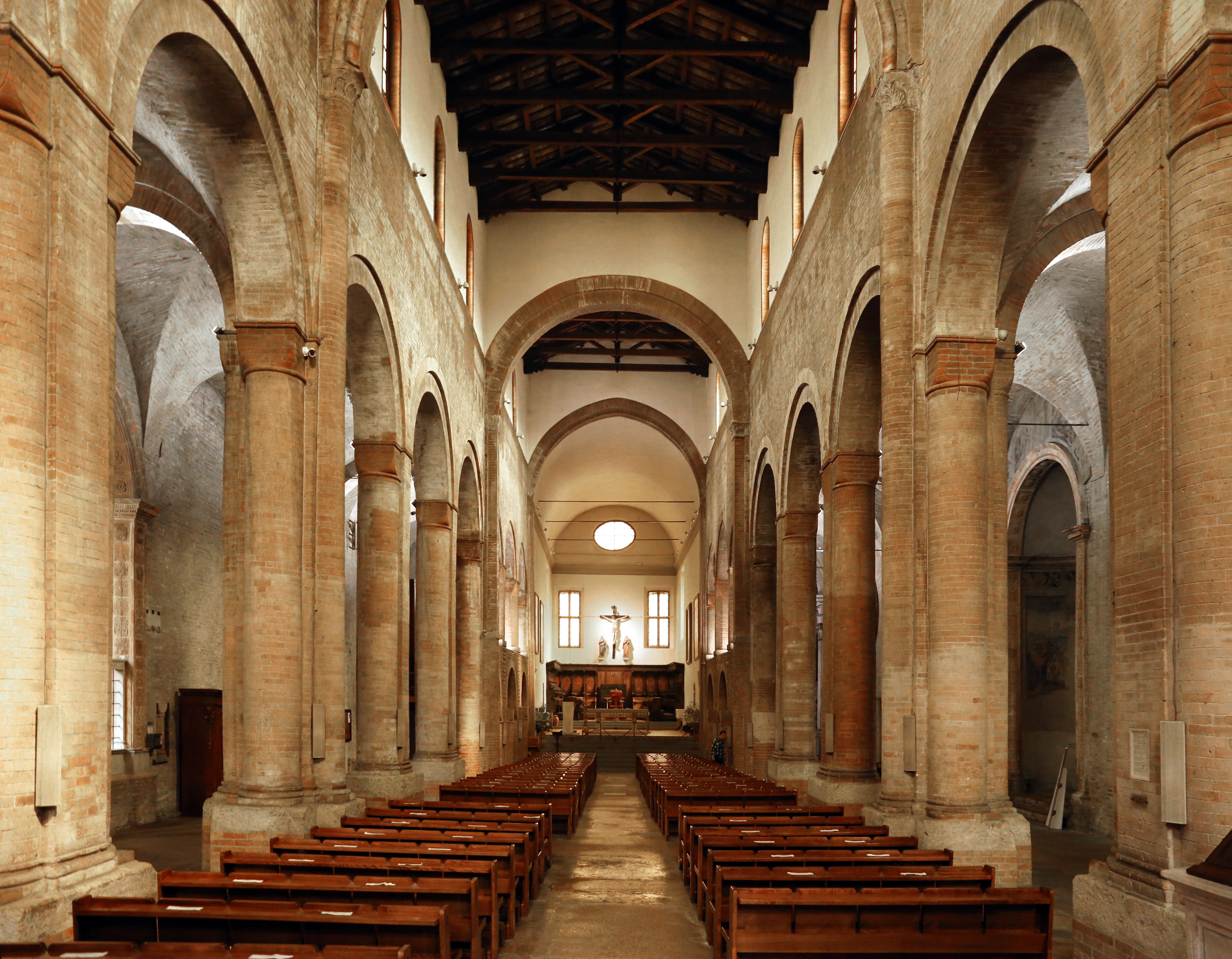
Interno

L'interno della chiesa ha pianta basilicale a 3 navate divise da pilastri e colonne in laterizio. Poiché il pavimento della navata centrale è sensibilmente inclinato in direzione dell'abside, la navata sembra molto più slanciata di quanto in realtà non sia. Originariamente, davanti all'abside, sorgeva, a circa 5 metri di altezza, il presbiterio, inclinato invece in direzione opposta.

#### Navata destra

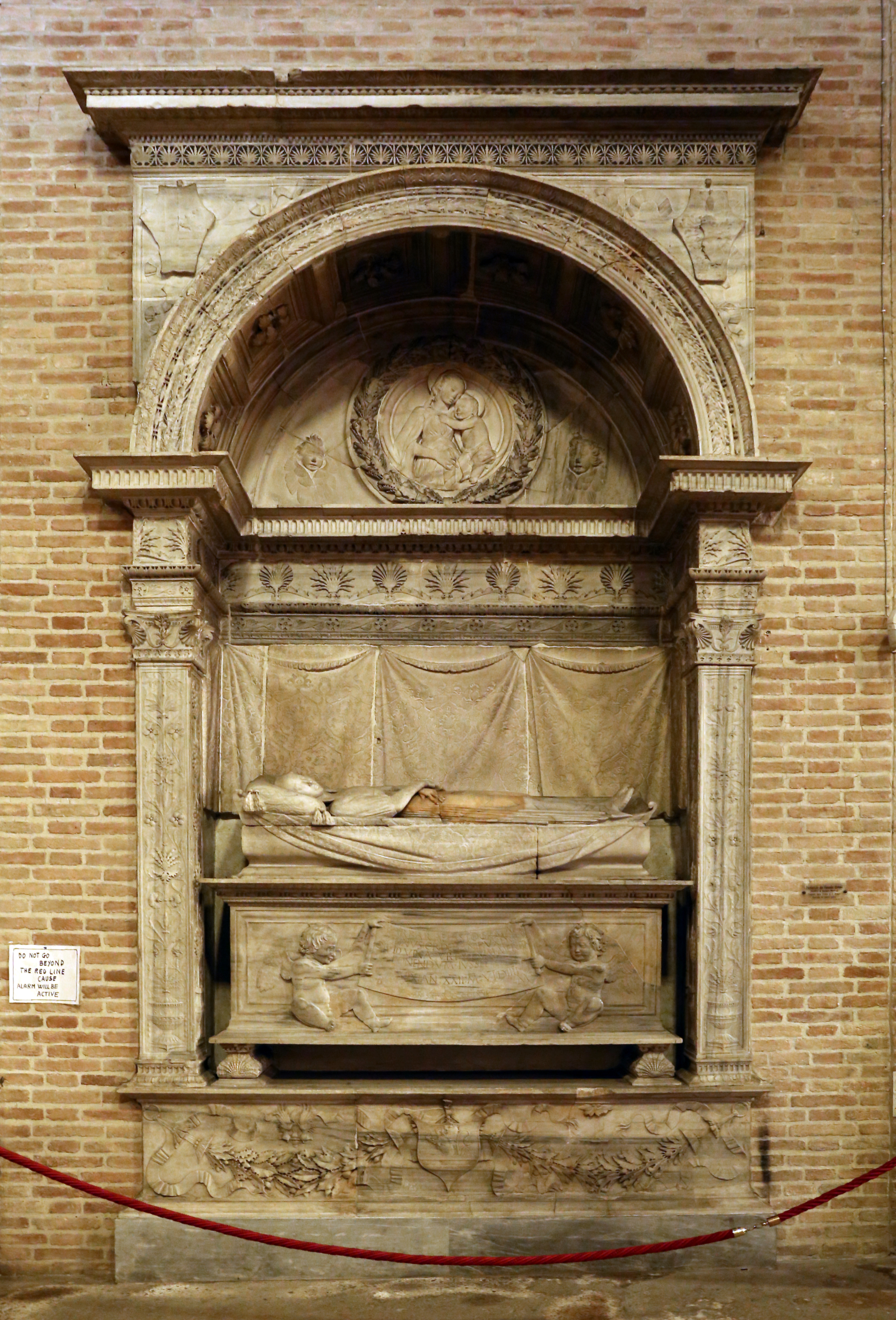
Sepolcro di Barbara Manfredi

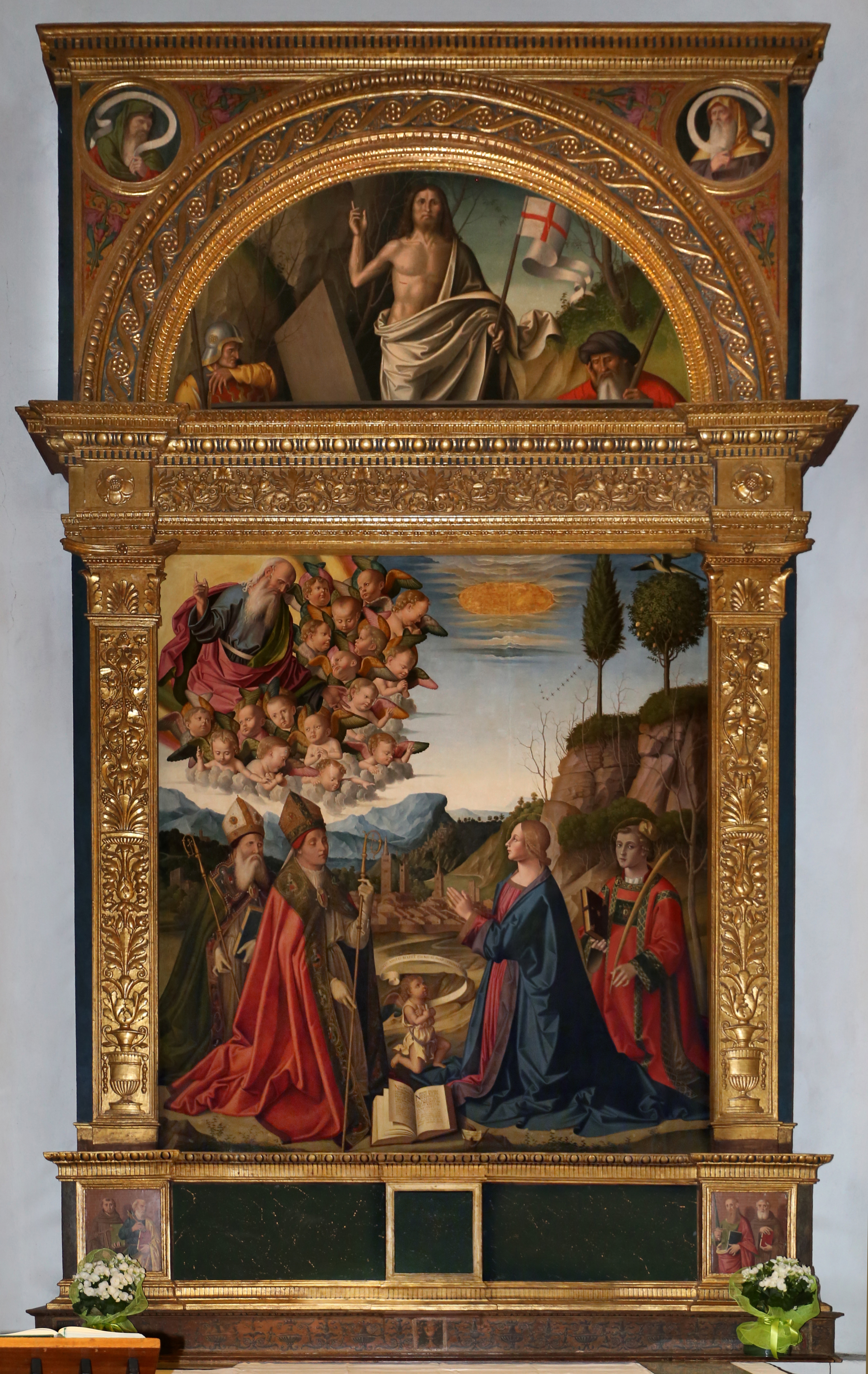
Marco Palmezzano, Immacolata col Padre Eterno in gloria e i santi Anselmo, Agostino e Stefano

Appena entrati, all'inizio della navata, in prossimità del primo pilastro, è collocata la vasca battesimale, ora però adibita ad acquasantiera. Scolpita in pietra locale, risale al XVI secolo. Ha un basamento esagonale in marmo decorato con foglie di acanto. La vasca è di forma circolare, ben levigata.
A partire dalla navata destra, per tutta la sua lunghezza e poi sin alla navata sinistra, si trovano 23 lunette, superstiti di antiche 30, dipinte ad affresco ed un tempo collocate nel chiostro.
Nella parete destra, è addossato il monumento funebre dedicato a Barbara Manfredi. Il monumento fu realizzato fra il 1467 ed il 1468 dallo scultore fiesolano Francesco di Simone Ferrucci. Dapprima collocato nella chiesa di San Biagio, quando la chiesa fu distrutta da un bombardamento alleato, il monumento funebre fu recuperato, insieme ai resti mortali della giovane Barbara Manfredi, e collocato in San Mercuriale nel 1947.
Verso la porta che conduce al chiostro, è collocato l'ovale dipinto da Giacomo Zampa. Nell'ovale è rappresentato San Mercuriale, in vesti bianche con un ricco piviale rosa e dorato ed una mitra in capo. Il santo è ritratto nell'atto di benedire un modello della città che un angelo gli sta porgendo.
Segue quindi la prima cappella, quella definita "del Palmezzano". Gli affreschi della cappella sono in grave stato di deterioramento e ne risulta difficoltosa la descrizione. Sembrano comunque rappresentare la Resurrezione di Drusiana e un altro episodio. Furono portati alla luce nel 1913. Sull'altare della cappella è posta la pala opera dello stesso Palmezzano raffigurante la Madonna con Bambino tra i santi Giovanni Evangelista e Caterina d'Alessandria e, nelle tavole dei basamenti dei pilastrini, i santi Pietro, Paolo, Stefano e Mercuriale. La pala è databile al 1510, coeva quindi con altre due pale del Palmezzano presenti all'interno della chiesa.
Al termine della navata, su un basamento in laterizio, è posta una croce in pietra decorata con due mani, una per ogni lato della croce. Una mano è aperta mentre l'altra è in segno benedicente. La croce è difficilmente databile, risalente comunque all'Alto Medioevo. Nell'autunno del 1932 questa croce venne prelevata dal cimitero parrocchiale di Castiglione e, dopo un passaggio al Museo civico, venne collocata, nel 1933, nel piccolo cortile posto a nord dell'abbazia. Nel dopoguerra fu da lì rimossa e fu trasferita all'interno.
La navata destra termina con la cappella dedicata al culto di San Mercuriale, fino al 1575 dedicata ai santi Simone e Giuda. Conserva una Madonna col Bambino e santi di Domenico Crespi detto il Passignano, una pala del Cigoli, una di Santi di Tito col figlio Tiberio, stucchi e affreschi di Livio e Gianfrancesco Modigliani (sulla volta).

#### Navata centrale
La navata centrale è coperta da un soffitto a capriate, nei secoli più volte rimaneggiato e ricostruito, mentre il prolungamento dell'abside presenta una volta a botte. Nella navata destra è collocata l'acquasantiera che un tempo fungeva da fonte battesimale. Databile al XVI secolo, è costruita in pietra locale e presenta un basamento di forma esagonale.
Sulle pareti di entrambe le navate sono distribuite 23 lunette affrescate, provenienti dal chiostro, dal quale furono trasferite nei lavori della prima metà del Novecento. Le lunette superstiti (originariamente erano trenta, ma sette sono andate perdute) rappresentano le Scene di vita di san Giovanni Gualberto, fondatore dei vallombrosani, e sono attribuite a Livio Modigliani.
Nel presbiterio si trovano alcune pale erratiche, tra cui l'Assunzione della Vergine (1632) di Rutilio Manetti, e il coro ligneo del XVI secolo, opera di Alessandro Begni da Bergamo.

#### Navata sinistra
Nella navata sinistra si trova un frammento di un affresco attribuito a Guglielmo degli Organi. Si accede inoltre alle cappelle del Santissimo Sacramento, decorata da numerose opere di spoglio (tra cui il Crocifisso tra i santi Giovanni Gualberto e Maria Maddalena del Palmezzano), e alla cappella Ferri, con decorazione marmorea di Jacopo Bianchi (1536) e la Pala dell'Immacolata di Marco Palmezzano.

## Misure
Per un confronto con le altre principali chiese romaniche della regione si riporta una tabella con le principali misure
|                           | Duomo di Piacenza | Duomo di Fidenza           | Duomo di Parma              | Duomo di Modena                          | Abbazia di Nonantola | Duomo di Ferrara             | Abbazia di Pomposa          | Abbazia di San Mercuriale        |
| ------------------------- | ----------------- | -------------------------- | --------------------------- | ---------------------------------------- | -------------------- | ---------------------------- | --------------------------- | -------------------------------- |
| Lunghezza totale esterna  | 85,0 m            | 50,5 m                     | 81,7 m (escluso il protiro) | 66,9 m                                   | 45,4 m               | 65,0 m (meno il coro 48,5 m) | 44,0 m (con atrio e abside) | originaria 32,5 m attuale 46,2 m |
| Lunghezza totale interna  | -                 | 47,0 m                     | 78,5 m                      | 63,1 m                                   | 52,0 m               | -                            | 42,0 m                      | -                                |
| Larghezza totale facciata | 32,0 m            | 26,6 m (comprese le torri) | 28,0 m                      | 24,7 m                                   | 25,1 m               | 22,8 m                       | 18,35 m                     | 15,40 m (escluso il campanile)   |
| Altezza esterna facciata  | 32,0 m            | -                          | 29,0 m                      | 22,3 m (coi pinnacoli 29,6 m)            | -                    | 17,0 m                       | 14,1 m                      | 12,85 m                          |
| Altezza campanile         | 71 m              | -                          | 64 m                        | 86,12 m (compreso rialzo del XIV secolo) | -                    | 45 m                         | 48,5 m                      | 75,58 m                          |